# Mán đỉa
Mán đỉa hay giác, khét là cây gỗ có danh pháp hai phần Archidendron clypearia, thuộc phân họ Trinh nữ. Thân thẳng tròn. Vỏ nhẵn màu nâu nhạt. Cành xòa rộng, luc non hơi vuông cạnh và có khía dọc, màu xanh bóng. Lá kép lông chim 2 lần, trên cuống cấp 1 có tuyến tròn nổi rõ. Lá chét hình chữ nhật lệch, đầu nhộn, đuôi hình nên rộng. Hoa tự hình xim bông, mẫu 5. Quả đậu xoắn. Hạt có dây rốn dài.

## Đặc điểm sinh thái học
Cây mọc nhanh, ưa sáng, thường mọc trên đất ẩm hơi chua, phân bố dải rác trong rừng thứ sinh. Tái sinh hạt tốt.

## Sử dụng
Lấy gỗ củi, cải tạo đất, CDM